# Попов, Сергей Витальевич
Сергей Витальевич Попов (род.6 января 1953, Москва) — русский поэт, учёный, изобретатель.

## Биография
Родился в Москве, в семье служащих. В 1970 году окончил физико-математическую школу № 2 (ныне лицей "Вторая школа"). «Занятия по математике и физике часто вели ведущие ученые», и в то же время «во Второй математической школе собралась блестящая плеяда литераторов». В результате ученики получали равноценные знания как в области естественных, так и гуманитарных наук. В одном классе с Сергеем Поповым учились такие будущие «физики-лирики», как Евгений Бунимович и Александр Давыдов (Кауфман).
В 1976 году Сергей Попов окончил МИФИ, в 1985 защитил кандидатскую диссертацию с присвоением степени кандидата технических наук. Руководитель подготовки диссертации — д.т. н., профессор Валентина Ивановна Горькова (ВИНИТИ). Первая научная публикация — в журнале «Научно-техническая информация. Сер 2» (1979). С 1979 по 2007 год работал во ВНИИ «Информэлектро» в должностях старшего научного сотрудника (1979—1989), заведующего отделом (1989—1991), заместителя директора по науке (1991—1996), учёного секретаря (1996—2007). Его коллегами по работе были Делир Гасемович Лахути, Эрлен Соломонович Бернштейн, Ростислав Петрович Вчерашний, Нина Акимовна Миронова.
Первая публикация стихов — в малотиражке «Инженер — физик» (1976). Во время учёбы в институте и несколько лет после его окончания Сергей Попов был активным участником Шестого творческого объединения (ШТО) МИФИ, осуществил постановку музыкально-поэтических спектаклей «Остановка»(стихи С. Попова, музыка В. Кальяна) и «Двенадцать» (стихи А. Блока, музыка В. Кальяна). В 1977 году журнал "Юность " опубликовал статью Алексея Панкина о спектакле «Остановка».
С 1981 по 1989 г. Сергей Попов участвовал в работе поэтического семинара при издательстве «Советский писатель» (руководители — поэты Эдуард Владимирович Балашов и Евгений Львович Храмов) . Участниками семинара были Андрей Волос, Галина Нерпина, Анна Саед-Шах, Александр Сорокин (Сорокин-Ильинский), Владимир Щадрин, Наталья Богатова, Татьяна Кравченко, Андрей Алексеев, Александр Климов (Климов-Южин), Петр Дегтярев, Дмитрий Полищук.
Параллельно выходили научные публикации — в журналах «Научно-техническая информация Сер.1, Сер.2», «World Patent Information», «Патентная информация сегодня», «Информационное общество», альманахе «Наука. Инновации. Образование». В 1990 году Сергей Попов выступил с докладом «A Basic Theory of Dynamic Retrieval Strategies: The „SOVA“ IR System» на ежегодной конференции Американского общества по информационным наукам ASIS в Торонто и стал первым российским членом этого общества.
Публиковал стихи в журналах «Октябрь», «Истина и жизнь», «Наш современник», «Плавучий мост», «Кольцо А», в «Литературной газете», альманахе «День поэзии», в журналах «Москва», «Человек на земле», «ВЕЛИКОРОССЪ». Сергей Попов — автор стихотворения «Заискрились бы кометы…», ставшего текстом песни "«Ракеты-Кометы» из программы «Опера» (1986 г.) группы «Вежливый отказ» в исполнении Дмитрия Шумилова (музыка Петра Плавинского, слова Сергея Попова). В 2001 году Сергей Попов был принят в Союз писателей России.
Стихи Сергея Попова включены в «Антологию русского лиризма. XX век» (под ред. Александра Васина-Макарова) и антологию «На границе тысячелетий. Страницы русской лирики» (составитель проф. Владимир Павлович Смирнов).
Лауреат конкурса «Преодоление» МГО Союза писателей России в номинации «Покой нам только снится» (А. А. Блок), сентябрь 2020 г.
Живёт Сергей Витальевич в Москве.

## Отзывы
"Сергей Попов, автор стихов и постановщик, начал писать на старших курсах, неожиданно для себя… ШТО существует в МИФИ вот уже десять лет, срок для студенческого театра немалый… Спектакль «Остановка» возник во многом на основе традиций и опыта, накопленных за годы существования Объединения, и стал для него новым этапом…"Остановка" — поэтический мюзикл, где стихи, музыка, песни, танцы сливаются и дополняют друг друга, создавая идейное и духовное единство…Остановка — мюзикл философский… раздумье перед дальним и тяжёлым путешествием" (Алексей Панкин, — Юность, 1977, № 8(267)).
«Москвич Сергей Попов, физик и лирик, черпает свое вдохновение из огромного внешнего мира, из впечатлений от увиденного, прочитанного, услышанного. Но о чём бы ни шла речь: памятник „Похищение Европы“, могила Гёте, музыка Вагнера, иоанниты, Барбаросса, Ермак, орда, староверы, Новый Иерусалим — все это лишь импульсы для раздумий о судьбе России. „Напророчил пророк и заплакал. // Все сбылось — развалилась страна. // Чем смотреть на кровавую плаху, // Лучше было б прослыть за вруна! // И всесильное слово пророка, // И последний крылатый трубач — // Все для нас, для слепых … а для Бога — // Тот простой человеческий плач“ („Иеремия“). А ещё в его лирическом портфеле есть чудные стихотворения, посвященные отцу, матери, дочери — семейная лирика, так или иначе, но сопряженная с историей страны» (Елена Зиновьева — Нева, 2012, № 3).
«…органичностью авторской биографии и художественного текста отличаются стихи … Сергея Попова. Неудивительно, что учёный-путешественник написал стихи „Новый Иерусалим“, „Иордан“, „Север“, „Аддис-Абеба“, „Лазарь Мурманский“ и многие другие, в которых развёрнуты картины мира, сотканные из зрительных и мировоззренческих образов автора. Широту поэтического диапазона Сергея Попова подтверждает ироничное стихотворение под названием „Свежевыстиранный мужчина“, в котором гротескность образа отражает социальную сущность лирического героя. Упругость строк С. Попова заставляет почувствовать жизненную силу весеннего города» (Елена Пиетиляйнен — Север,2013, № 9).
«Городская поэзия Сергея Попова, напротив, полна размышлений на исторические темы и отвлеченностей. Однако порой в тексте сверкнет хрустальная по смыслу и замечательная по простоте строка: „хотелось света больше, чем обеда“… В стихотворении „Рушат коптевские бараки…“ возникнет резкий ракурс того, что произошло в XIX столетии с Россией, заблудившейся в сумерках интеллигентских рассуждений, вызвавших из бездны Зверя братоубийства и кровавого раздора» (Вячеслав Лютый — Камертон, 2012, № 33, июль).

## Учебное пособие (в соавторстве)
Кутукова Н. В., Попов С. В. Русские поэты. Избранные имена (1970—2010-е годы).- М.: МГИМО, 2017. ISBN 978-5-9228-1697-7

## Основные научные публикации
- Попов С. В. Показатели функционирования ИПС и поисковая ситуация.// Научно-техническая информация. Серия 2. Информационные процессы и системы./ВИНИТИ АН СССР.- 1981. -№ 9.- С. 9-13.
- Попов С. В. Приведённый критерий функциональной эффективности ИПС.// Научно-техническая информация. Серия 2. Информационные процессы и системы./ВИНИТИ АН СССР.- 1982. -№ 7.- С. 18-21.
- S.V. Popov, R.P. Vcherashny, D.G. Lakhouti. Use of Descriptor Search Language in Automated Patent Information System (Experimental Study). World Patent Information, Vol. 9, No. 3, pp. 157—162, 1987.
- Бернштейн Э. С., Попов С. В., Резников И. Г., Фастовская Л. Э. Центры информационного анализа. М.: Информэлектро, 1988 — 153с. (Электронный каталог РГБ см.здесь Архивная копия от 30 июня 2021 на Wayback Machine)
- Попов С. В., Резников И. Г. Динамические информационно-поисковые системы.// Материалы семинара «Теория и практика изобретательства, рационализации и патентно-лицензионной работы»./ Московский Дом научно-технической пропаганды имени Ф. Э. Дзержинского. М.:Ротапринт МДНТП, 1989, с.40-47 Архивная копия от 27 июня 2021 на Wayback Machine
- Sergey V. Popov. A basic theory of dynamic retrieval strategies: tne SOVA IR system. // ASIS’90 Proceedings of the 53rd ASIS Annual Meeting. — Toronto, Ontario, November 4-8, 1990. — Vol. 27. — P. 361. — ISBN 0-938734-48-2. — ISSN 0044-7870.
- Popov S.V., Epstein M.Y. Dynamic patent search in the «SOVA» information retrieval system. World Patent Information, Vol. 13, No. 4, pp. 217—222, 1991. ISSN 0172-2190.
- S.V. Popov. Refinement of User Query — Information Retrieval in SOVA System. // 2nd EAST-WEST INTERNATIONAL ON-LINE INFORMATION MEETING. — Moscow, Russia, 30 September — 2 October 1992(2-я Международная конференция «Восток — Запад» по научной, технической и деловой онлайновой информации : Доклады.) / ICSTI (МЦНТИ) — М. : ICSTI (МЦНТИ), 1992. — 172 с. — с. 160—162. Архивная копия от 27 июня 2021 на Wayback Machine
- Вчерашний Р. П., Попов С. В. Анализ инноваций — ориентир научно-технического развития.// Научно-техническая информация. Серия 1. Организация и методика информационной работы./ ВИНИТИ РАН.-1999.-№ 2-с.19-22. Архивная копия от 24 июня 2021 на Wayback Machine
- Попов С. В. Основные направления развития российской информатики на 2000—2010 годы.// Материалы 5-й международной конференции «Информационное общество. Информационные ресурсы и технологии. Телекоммуникации»./ Москва 22-24 ноября, 2000, ВИНИТИ РАН, с. 265—266.
- Попов С. В. Поиск информации и принятие решений.// Научно-техническая информация. Серия 2. Информационные процессы и системы./ВИНИТИ РАН.- 2001.- № 1- с.1-4. Архивная копия от 24 июня 2021 на Wayback Machine
- Попов С. В. Лингводинамический метод поиска в больших политематических массивах неструктурированных текстов.// Материалы 6-й международной конференции «Информационное общество. Интеллектуальная обработка информации. Информационные технологии»./ Москва 16-18 октября, 2002, ВИНИТИ РАН, с. 281—282. ISBN 5-94577-013-2
- Попов С. В. Способ поиска информации в политематических массивах неструктурированных текстов. Патент на изобретение РФ № 2266560. Приоритет изобретения 28.04. 2004 г.
- Попов С. В. Закономерность распределения документов по классам близости к бинарным векторам терминов поисковых запросов в политематических массивах коротких документов. // Альманах «Наука. Инновации. Образование». Вып. 2 ./ РИЭПП. М.: Изд-во «Языки славянской культуры», 2007, с. 96—104 Архивная копия от 24 июня 2021 на Wayback Machine.
- Попов С. В. Тематический поиск в интернете: назад в будущее.// Информационное общество, 2009, вып. 6, с. 54-56 Архивная копия от 24 июня 2021 на Wayback Machine.
- Попов С. В. Оценка функциональной эффективности систем текстового поиска на примере поиска патентных документов.// Патентная информация сегодня, 2010, № 1, с. 22-25.

## Эссе
- Попов С. Современная Россия — революция или реакция?/ Русская линия. Информационно-аналитическое агентство.  Дата публ.:19.03.2010.http://ruskline.ru/analitika/2010/03/19/sovremennaya_rossiya_revolyuciya_ili_reakciya
- Сергей Попов. Похвальное слово о современной русской поэзии.// Русская народная линия. Часть 1 — 18.10.2016 Архивная копия от 19 августа 2018 на Wayback Machine. Часть 2 — 20.10.2016 Архивная копия от 19 августа 2018 на Wayback Machine. Часть 3 — 22.10.2016 Архивная копия от 20 августа 2018 на Wayback Machine.
- Сергей Попов. От Козельска до моря. [О писателе, поэте Николае Николаевиче Панове] // Козельск. Газета Козельского района. — 21 ноября 2017 г. -№ 133 (11975) — С.3. http://inform-econsciense.narod.ru/_ld/0/2__-___-_21-11-20.pdf Архивная копия от 28 января 2019 на Wayback Machine
- Попов С. В. Воспоминания о шестом творческом объединении (ШТО) МИФИ.// Великороссъ.- 2018.-№ 106 (февраль).[8][9].